# Aeschnophlebia longistigma
Aeschnophlebia longistigma är en trollsländeart som beskrevs av Selys 1883. Aeschnophlebia longistigma ingår i släktet Aeschnophlebia och familjen mosaiktrollsländor. IUCN kategoriserar arten globalt som livskraftig. Inga underarter finns listade i Catalogue of Life.